# Marlene Bergamo
Marlene Bergamo (São Paulo, 1965) é uma fotojornalista brasileira. Iniciou sua carreira em 1990. Trabalhou no jornal Notícias Populares, na cobertura de crimes na madrugada; entrou em 1995 na Folha de S.Paulo, onde segue trabalhando.
Além do fotojornalismo, que lhe rendeu variados prêmios, ela atuou em fotografia para filmes, incluindo Sábado, Boleiros, Bicho de Sete Cabeças e Carandiru. Participou de várias exposições fotográficas, tanto no Brasil quanto no exterior. Participou das publicações Brasil Bom de Bola e Carandiru.
É irmã da repórter e colunista Mônica Bergamo.

## Estilo
O estilo fotográfico de Bergamo caracteriza-se por realçar figuras centrais em fundos desfocados, com a ênfase na iluminação natural e na preservação das cores da imagem original na pós-produção. Sobre seu trabalho foi dito:

Seus trabalhos fizeram história e são utilizados como referência atualmente. Ela criou uma estética própria, capaz de construir fotografias muito bonitas mesmo estando em um ambiente extremamente ríspido e perturbador. Utilizando ângulos e composições distintas, aproveitando sempre a luz ambiente, criava uma fotografia texturizada, com sombras, carregadas de emoção e alertas para sociedade paulista que chamavam atenção sobre os perigos da capital.— Patricia Gontijo Rodrigues e Marta Mencarini Guimarães

## Livros
- Brasil Bom de Bola, 1998[6]
- Carandiru, de Mario Cesar Carvalho, 2003[7]

## Exposições

### Individual
- "Maldita Sois Vós Entre as Mulheres", Museu da Imagem e do Som, 2001[8]

### Coletiva
- "Sampa: fotografia de São Paulo", Museum Het Domein (Holanda), 1996[9]
- "Sampa: fotografia de São Paulo", Kunstmuseum in der Alten Post (Alemanha), 1997[10]
- "El Brasil de los Brasileros", Contra Luz Galeria (Chile), 1997-1998[11]
- "Brasil em branco e preto: 50 fotografias da coleção do MAM", MAM, 2000[12]
- "Bienal de Artes Visuais do Mercosul", Museu de Arte do Rio Grande do Sul Ado Malagoli, 2001[13]
- "Fotografias no Acervo do Museu de Arte Moderna de São Paulo", MAM, 2002[14]
- "Uma Centena de Olhares sobre a Cidade", Galeria Olido, 2004[15]
- "Coleção Pirelli/MASP de Fotografia", MASP, 2010[16]

## Prêmios
- Prêmio Nacional de Fotografia, categoria "Jovem fotógrafo", 1996[1]
- Prêmio J. P. Morgan de Fotografia, categoria "Aquisição", 1999[17]
- Grande Prêmio Folha de Reportagem, com Laura Capriglione, por "Caos penitenciário",[18] 2006[19]
- Troféu Mulher Imprensa, categoria "Repórter fotográfica", 2007 e 2013[20][21]
- Prêmio Folha de Fotografia, por "Julgamento do Mensalão", 2013[22]